# Philippines tại Đại hội Thể thao Đông Nam Á 2007
Philippines tham dự Đại hội Thể thao Đông Nam Á 2007 tại thành phố Nakhon Ratchasima, Thái Lan từ ngày 6 đến ngày 16 tháng 12 năm 2007.

## Thành tích

### Bảng huy chương
|      | Môn                     | Vàng | Bạc | Đồng | Tổng |
| ---- | ----------------------- | ---- | --- | ---- | ---- |
| 01.  | Bơi                     | 8    | 3   | 7    | 17   |
| 02.  | Điền kinh               | 5    | 7   | 9    | 21   |
| 03.  | Đua xe đạp              | 4    | 1   | 5    | 10   |
| 04.  | Đấu kiếm                | 3    | 6   | 6    | 15   |
| 05.  | Billiards và Snooker    | 3    | 1   | 3    | 7    |
| 06.  | Khiêu vũ thể thao       | 2    | 4   | 3    | 9    |
| 07.  | Nhảy cầu                | 2    | 4   | 1    | 7    |
| 08.  | Chèo thuyền             | 2    | 2   | 2    | 6    |
| =.   | Wushu                   | 2    | 2   | 2    | 6    |
| 10.  | Bắn cung                | 2    | 1   | 1    | 4    |
| 11.  | Bóng mềm                | 2    | 0   | 0    | 2    |
| 12.  | Quyền Anh               | 1    | 12  | 2    | 15   |
| 13.  | Taekwondo               | 1    | 4   | 6    | 11   |
| 14.  | Judo                    | 1    | 2   | 6    | 9    |
| 15.  | Ba môn phối hợp         | 1    | 2   | 4    | 7    |
| =.   | Quần vợt                | 1    | 2   | 4    | 7    |
| 17.  | Bóng rổ                 | 1    | 0   | 1    | 2    |
| 18.  | Karate                  | 0    | 5   | 6    | 11   |
| 19.  | Muây Thái               | 0    | 5   | 5    | 10   |
| 20.  | Đua thuyền buồm         | 0    | 5   | 1    | 6    |
| 21.  | Vật                     | 0    | 4   | 4    | 8    |
| 22.  | Bắn súng                | 0    | 3   | 1    | 4    |
| =.   | Đua thuyền truyền thống | 0    | 3   | 1    | 4    |
| 24.  | Golf                    | 0    | 3   | 0    | 3    |
| 25.  | Bóng gỗ trên cỏ         | 0    | 1   | 3    | 4    |
| 26.  | Cử tạ                   | 0    | 1   | 2    | 3    |
| =.   | Pencak Silat            | 0    | 1   | 2    | 3    |
| 28.  | Bi sắt                  | 0    | 1   | 0    | 1    |
| =.   | Bóng bầu dục            | 0    | 1   | 0    | 1    |
| =.   | Bóng chày               | 0    | 1   | 0    | 1    |
| =.   | Bóng nước               | 0    | 1   | 0    | 1    |
| =.   | Bowling                 | 0    | 1   | 0    | 1    |
| =.   | Cưỡi ngựa               | 0    | 1   | 0    | 1    |
| 34.  | Cầu mây                 | 0    | 0   | 4    | 4    |
| 35.  | Bóng đá trong nhà       | 0    | 0   | 1    | 1    |
| =.   | Bóng quần               | 0    | 0   | 1    | 1    |
| =.   | Thể hình                | 0    | 0   | 1    | 1    |
| Tổng | Tổng                    | 41   | 91  | 96   | 228  |

### Vàng
- Ba môn phối hợp

  - Hai môn phối hợp nam: Mendoza Ryan
- Bắn cung
  - 3 dây nữ: Paz Amaya
  - 3 dây đồng đội nữ: Paz Amaya, Chan Jennifer, Tindugan Abbigail
- Billiards và Snooker
  - 8 bi đơn nam: Alcano Ronato
  - 9 bi đôi nam: Gabica Antonio, Manalo Marlon
  - 9 bi đơn nữ: Amit Rubilen
- Bóng mềm
  - Đội tuyển nam
  - Đội tuyển nữ
- Bóng rổ
  - Đội tuyển nam

- Bơi
  - 50 m tự do nam: Coakley Daniel
  - 1500 m tự do nam: Arabejo Ryan
  - 200 m bơi ngửa nam: Arabejo Ryan
  - 200 m bơi ếch nam: Molina Miguel

  - 200 m 4 kiểu bơi nam: Molina Miguel
  - 400 m 4 kiểu bơi nam: Molina Miguel
  - 200 m bơi bướm nam: Walsh James
  - 4x100 m 4 kiểu bơi tiếp sức nam: Walsh James, Molina Miguel, Arabejo Ryan, Coakley Daniel
- Chèo thuyền
  - Đôi nam 2 mái chèo: Tolentino Benjamin Jr, Rodriguez Jose
  - Thuyền nhẹ đơn nam: Tolentino Benjamin Jr

- Đấu kiếm
  - Kiếm liễu đơn nam: Segui Emerson

  - Kiếm ba cạnh đồng đội nam: Bernal Armando, Victorino Jr. Avelino, Vizcayno Almario, Vizcayno Jr. Wilfredo
  - Kiếm ba cạnh đơn nữ: Bruzola Michelle
- Điền kinh
  - 400 m nam: Nierras Julius Felicisimo Jr
  - 3000 m băng đồng nam: Herrera Rene
  - Nhảy xa nam: Dagmil Henry
  - Ném búa nam: Ferrera Arniel
  - Nhảy xa nữ: Torres Marestella

- Đua xe đạp

  - Nội dung đường trường - Nữ xuất phát đồng hàng 116.10 km: Bitbit Baby Marites
  - Nội dung lòng chảo - Rượt đuổi cá nhân nam: Catalan Alfie
  - Nội dung lòng chảo - Đua tính điểm nam: Espiritu Victor
  - Nội dung địa hình - Đổ đèo nam: Barba Joey
- Judo
  - Bán trung dưới 81 kg nam: Baylon John
- Khiêu vũ thể thao
  - Điệu Tango chuẩn: Reyes Emmanuel, Rosete Maira
  - Điệu Quickstep chuẩn: Reyes Emmanuel, Rosete Maira
- Nhảy cầu
  - Cầu cứng 10 m đôi nam: Fabriga Rexel, Asok Jaime

  - Cầu mềm 3 m nữ: Perez Sheila

- Quần vợt
  - Đơn nam: Mamiit Cecil
- Quyền Anh
  - Hạng ruồi 50 kg nữ: Albania Annie
- Taekwondo
  - Dưới 67 kg nam: Go Tshomlee
- Wushu
  - Nam quyền nam: Wang Willy
  - Tán thủ dưới 60 kg nữ: Marino Mariane

### Bạc

- Ba môn phối hợp
  - Ba môn phối hợp nam: Vilog George
  - Ba môn phối hợp nữ: Araullo Alessandra
- Bắn cung
  - 3 dây nam: Yap Earl Benjamin

- Bắn súng

  - Bắn đĩa bay Trap đồng đội nam: Ang Eric, Carlos Carag, Dionisio Jethro
  - Bắn đĩa bay Skeet đồng đội nam: Rosario Paul Brian, Bernado Patricio, Tong Gabriel
  - Bắn đĩa bay Skeet nữ: Jaqueline De Guzman
- Bi sắt
  - Ba nữ: Gema Casem, Meldred Habluetzel, Mildred Vicente, Violeta De La Cruz
- Billiards và Snooker
  - Snooker 6 bi đỏ đơn nữ: Basas Mary Ann
- Bóng bầu dục
  - Đội tuyển nam

- Bóng chày
  - Đội tuyển nam
- Bóng gỗ trên cỏ

  - Đôi nữ: Nancy Bercasio, Sonia Bruce
- Bóng nước
  - Đội tuyển nam
- Bowling
  - Đôi nam nữ: Del Rosario Maria Iza, Rivera Engelberto
- Bơi
  - 100 m bơi bướm nam: Walsh James
  - 4x100 m tự do tiếp sức nam: Walsh James, Molina Miguel, Uy Kendrick, Coakley Daniel
  - 200 m bơi bướm nữ: Totten Erica

- Chèo thuyền

  - Thuyền nhẹ đôi nam: Amposta Alvin, Cordova Nestor
  - Đôi nữ: Cordova Nida, Gabiligno Midelle
- Cưỡi ngựa
  - Vượt chướng ngại vật cá nhân: Lorenzo Diego
- Cử tạ
  - 94 kg nam: Briones Renante

- Đấu kiếm

  - Kiếm liễu đồng đội nam: Segui Emerson, Atienza Mark Denver, Canlas Jr. Rolando, Endriano Ramil
  - Kiếm chém đơn nam: Mendoza Walbert
  - Kiếm chém đồng đội nam: Mendoza Walbert, Daliva Edward, Nocom Gian Carlo, Velez Edmon
  - Kiếm liễu đồng đội nữ: Howell Mia Allyson, Mancenido Michelle, Nuestro Veena Tessa, Remolacio Ma Dinah
  - Kiếm chém đồng đội nữ: Alfonso Mary Rose, Franquelli Joanna, Mendoza Ma Wendelyn, Otadoy Lenita
  - Kiếm ba cạnh đơn nữ: Orendain Harlene
- Điền kinh
  - 800 m nam: Dique Midel
  - 5.000 m nam: Sermona Julius
  - 10.000 m nam: Sermona Julius
  - Ném lao nam: Fresnido Danilo
  - 400 m vượt rào nữ: Milgar Mary Grace
  - Nhảy sào nữ: Samson Deborah
  - Ném lao nữ: Villarito Rosie

- Đua thuyền buồm

  - Lướt ván buồm công thức: Moreno Renerick
  - Thuyền buồm quốc tế 420 nam: Villena Emerson, Tayong Lester Troy
  - Thuyền buồm quốc tế 470 nam: Balladares Ridgely, Chavez Rommel
  - Farr Platu 25: Buitre Rafale, Asejo Teodorico, Magsanay Richly, Mejarito Joel, Francisco Mark Gil
  - Olympic RS:X: Paz German
- Đua thuyền truyền thống
  - 10 tay chèo 500 m nam
  - 10 tay chèo 1.000 m nam
  - 10 tay chèo 500 m nữ
- Đua xe đạp
  - Nội dung địa hình - Băng đồng nam: Quinones Eusebio

- Golf
  - Đơn nữ: Tanpinco A I

  - Đồng đội nam: Aunzo Ferdiand, Fernando Anthony, Fernando Mhark, Ababa Jhonnel
  - Đồng đội nữ: Tanpinco A I, Chihiro Ikeda, Regina De Guzman
- Judo
  - Nặng trên 100 kg nam: Hoshina Tomohiko
  - Đặc biệt nhẹ dưới 48 kg nữ: Quillotes Nancy
- Karate
  - Kata cá nhân nam: Espinosa Noel
  - Dưới 60 kg nam: Toribio Irineo
  - Trên 75 kg nam: Pabillore Jose Mari
  - Kumite đồng đội nữ: Soriano Mae, Manansala Maria Esperanza, Tugday Cherli, Metante Lutche
  - Tự do nữ: Tugday Cherli

- Khiêu vũ thể thao

  - Điệu Jive Nam Mỹ: Melencio John Erolle, Gerodias Dearlie
  - Điệu Paso Doble Nam Mỹ: Melencio John Erolle, Gerodias Dearlie
  - Điệu Waltz Viên chuẩn: Reyes Emmanuel, Rosete Maira
  - Điệu Slow Foxtrot chuẩn: Reyes Emmanuel, Rosete Maira
- Muây Thái
  - Hạng gà 54 kg nam: Brent Velasco
  - Hạng ruồi nhẹ 48 kg nữ: May Libao
  - Hạng ruồi 51 kg nữ: Anna Joy Fernandez
  - Hạng gà 54 kg nữ: Maricel Subang
  - Hạng lông 57 kg nữ: Ana Marie Rey

- Nhảy cầu
  - Cầu mềm 1 m nam: Domemios Zardo

  - Cầu mềm 3 m đôi nam: Domemios Zardo, Carog Nino
  - Cầu cứng 10 m nam: Fabriga Rexel
  - Cầu mềm 1 m nữ: Perez Sheila
- Pencak Silat
  - Dưới 60 kg nữ: Huinda Nerlyn
- Quần vợt
  - Đôi nam: Mamiit Cecil, Taino Frederick
  - Đôi nam nữ: Mamiit Cecil, Dy Denise

- Quyền Anh
  - Hạng ruồi 51 kg nam: Castro Godfrey
  - Hạng gà 54 kg nam: Cantancio Junel
  - Hạng lông 57 kg nam: Tacuyan Orlando Jr
  - Hạng nhẹ 60 kg nam: Ladon Joegin
  - Hạng siêu nhẹ 64 kg nam: Semillano Larry
  - Hạng trung 75 kg nam: Tizon Junie
  - Hạng bán nặng 81 kg nam: Tabangcora Maximino
  - Hạng ruồi nhẹ 48 kg nữ: Apari Alice Kate
  - Hạng gà nhẹ 52 kg nữ: Cruz Annalisa
  - Hạng gà 54 kg nữ: Chilem Jouveliet
  - Hạng lông 57 kg nữ: Sofla Ronijen
  - Hạng nhẹ 60 kg nữ: Martinez Mitchel
- Taekwondo
  - Dưới 84 kg nam: Briones Alexander
  - Dưới 51 kg nữ: Catalan Loraine Lorelie
  - Dưới 59 kg nữ: Alora Kirstie Elaine
  - Dưới 67 kg nữ: Rivero Mary Antoinette

- Vật
  - Dưới 66 kg nam: Angana Jimmy
  - Dưới 74 kg nam: Aragon Alven
  - Dưới 84 kg nam: Valda Marcus
  - Dưới 59 kg nữ: Silverio Gemma
- Wushu
  - Tán thủ dưới 56 kg nam: Rivera Benjie
  - Tán thủ dưới 52 kg nữ: Estmar Mary Jane

### Đồng

- Ba môn phối hợp

  - Hai môn phối hợp nam: Benedicto August
  - Hai môn phối hợp nữ: Dysangco Analiza
  - Ba môn phối hợp nam: Macasieb Arland Benedict
  - Ba môn phối hợp nữ: Lucas Maria Melliza Gayle
- Bắn cung
  - 1 dây đồng đội nam: Cordero Marvin, Javier Mark, Larsen Ian Wayne
- Bắn súng
  - Súng trường hơi 10 m nam: Concepcion Emerito

- Billiards và Snooker

  - Snooker đôi nam: Guevarra Benjamin Jr, Ortega James Al
  - Snooker 6 bi đỏ đơn nữ: Ranola Iris
  - 8 bi đơn nữ: Amit Rubilen
- Bóng đá trong nhà
  - Đội tuyển nữ
- Bóng gỗ trên cỏ
  - Ba nam: Angelo Morales, Emmanuel Portacio, Hommer Mercado
  - Đơn nữ: Rosita Bradborn
  - Ba nữ: Aine Knight, Maila Witheridge, Ronalyn Greenlees
- Bóng quần
  - Đơn nam: Garcia Robert Andrew
- Bóng rổ
  - Đội tuyển nữ

- Bơi
  - 100 m tự do nam: Uy Kendrick
  - 200 m tự do nam: Molina Miguel
  - 400 m tự do nam: Arabejo Ryan
  - 200 m tự do nữ: Totten Erica

  - 100 m bơi ếch nữ: Pangilinan Jaclyn
  - 200 m bơi ếch nữ: Pangilinan Jaclyn
  - 4x100 m tự do tiếp sức nữ: Totten Erica, Pangilinan Jaclyn, Gandionco Georgina, Santiago Nicole
- Cầu mây
  - Đưa cầu vào 3 rổ tròn nam (Hoop): Alipan Danilo, Castanares Harrison, Carbonilla Joel, Memarion Hector, Suico Metodio Jr, Santiago Jerome
  - Đôi nữ: Apdon Irene, Autor Deseree, Catain Sarah Jane
  - Đưa cầu vào 3 rổ tròn nữ (Hoop): Apdon Irene, Autor Deseree, Catain Sarah Jane, Evora Gelyn, Padrigo Rhea, Maat Josefina
  - Đồng đội nữ (Regu): Apdon Irene, Autor Deseree, Evora Gelyn, Maat Josefina, Padrigo Rhea
- Chèo thuyền
  - Đơn nam: Rodriguez Jose
  - Thuyền nhẹ đôi nữ: Nillas Clothelde, Pedrita Johna Lyn

- Cử tạ
  - 105 kg nam: Agosto Richard Pep
  - 58 kg nam: Diaz Hidilyn
- Đấu kiếm
  - Kiếm liễu đơn nam: Canlas Jr. Rolando
  - Kiếm chém nam: Velez Edmon
  - Kiếm liễu đơn nữ: Mancenido Michelle
  - Kiếm liễu đơn nữ: Nuestro Veena Tessa
  - Kiếm chém đơn nữ: Franquelli Joanna
  - Kiếm ba cạnh đồng đội nữ: Bruzola Michelle, Galvez Ma Del Carmen, Kong Mary Catherine, Orendain Harlene

- Điền kinh

  - 4x400 m tiếp sức nam: Bano Junrey, Nierras Julius Felicisimo Jr, Tanuan Rodrigo Jr, Candelario Ernie
  - Marathon nam: Buenavista Eduardo
  - Nhảy sào nam: Obiena Emerson
  - Nhảy ba bước nam: Delicano Jobert
  - Đẩy tạ nam: Sunang Eliezer
  - 10 môn phối hợp nam: Villarube Arnold
  - 10.000 m nữ: Manipol Merledita
  - Marathon nữ: Banayag Jho Ann
  - 7 môn phối hợp nữ: Atienza Narcisa
- Đua thuyền buồm
  - Thuyền Mistral (cân nhẹ): Coveta Geylord
- Đua thuyền truyền thống
  - 10 tay chèo 1.000 m nữ

- Đua xe đạp

  - Nội dung đường trường - Tính giờ cá nhân 30 km nữ: Bitbit Baby Marites
  - Nội dung lòng chảo - Tính giờ 1 km nam: Morales Jan Paul
  - Nội dung lòng chảo - Rượt đuổi đồng đội nam: Catalan Alfie, Gorantes Ronald, Curtan Paterno Jr., Marcelo Arnold
  - Nội dung địa hình - Băng đồng nam: Surban Nino
  - Nội dung địa hình - Băng đồng nữ: Bitbit Baby Marites
- Judo
  - Trung dưới 90 kg nam: Senales Rick Jayson
  - Bán nhẹ dưới 52 kg nữ: Dawa Helen
  - Nhẹ dưới 57 kg nữ: Liwanen Estiegay
  - Trung dưới 70 kg nữ: Solomon Karen Ann
  - Bán nặng dưới 78 kg nữ: Dugaduga Ruth
  - Nặng trên 78 kg nữ: Ponciano Erika Joy

- Karate

  - Kumite đồng đội nam: Lagman Rolando, Metante Sugar Rey, Gonzaga Joel, Pabillore Jose Mari, Dumayag Michael, Elinon Ricardo, Metante Erlando
  - Dưới 55 kg nam: Franco Ramon Hector
  - Dưới 65 kg nam: Lagman Rolando
  - Dưới 53 kg nữ: Soriano Mae
  - Dưới 60 kg nữ: Manansala Maria Esperanza
  - Trên 60 kg nữ: Tugday Cherli
- Khiêu vũ thể thao
  - Điệu Cha cha cha Nam Mỹ: Mercado Reynato Rener, Melencio Judith Anne
  - Điệu Samba Nam Mỹ: Melencio John Erolle, Gerodias Dearlie
  - Điệu Waltz chuẩn: Reyes Emmanuel, Rosete Maira

- Muây Thái
  - Hạng ruồi nhẹ 48 kg nam: Romnick Ghie Pabalate
  - Hạng ruồi 51 kg nam: Roland Claro
  - Hạng lông 57 kg nam: Zaidi Laruan
  - Hạng nhẹ 60 kg nam: Jay Olod
  - Hạng bán trung 67 kg nam: Jay Harold Gregorio
- Nhảy cầu
  - Cầu mềm 3 m nam: Domemios Zardo
- Pencak Silat
  - Dưới 50 kg nam: Abdulhakim Jul-Omar
  - Dưới 55 kg nữ: Asmad Emraida

- Quần vợt

  - Đồng đội nam: Mamiit Cecil, Taino Frederick, Tierro Patrick John, Arcilla Johnny
  - Đồng đội nữ: Arevalo Czarina, Dy Denise, Matias Diane,Pang Michelle
  - Đôi nữ: Dy Denise, Matias Diane
  - Đôi nam nữ: Taino Frederick, Matias Diane
- Quyền Anh
  - Hạng pin 45 kg nam: Vicera Bill Vicente
  - Hạng ruồi nhẹ 48 kg nam: Pabila Albert

- Taekwondo
  - Dưới 58 kg nam: Padilla Carlos Jose V
  - Dưới 78 kg nam: Mendoza Ernesto Juan III
  - Dưới 47 kg nữ: Alora Kathleen Eunice
  - Dưới 55 kg nữ: Singson Esther Marie
  - Dưới 63 kg nữ: Domingo Veronica
  - Dưới 72 kg nữ: Roxas Ma. Criselda
- Thể hình
  - Nữ Fitness: Purugganan Dulce Carina

- Vật
  - Dưới 55 kg nam: Angana Margarito
  - Dưới 60 kg nam: Mana-ay Jr Roque
  - Dưới 48 kg nữ: Jambora Maribel
  - Dưới 51 kg nữ: Vergara Ma. Cristina
- Wushu
  - Thái cực quyền nam: Pakantac Daniel
  - Thái cực quyền nữ: Hung Janice